# Adinkra

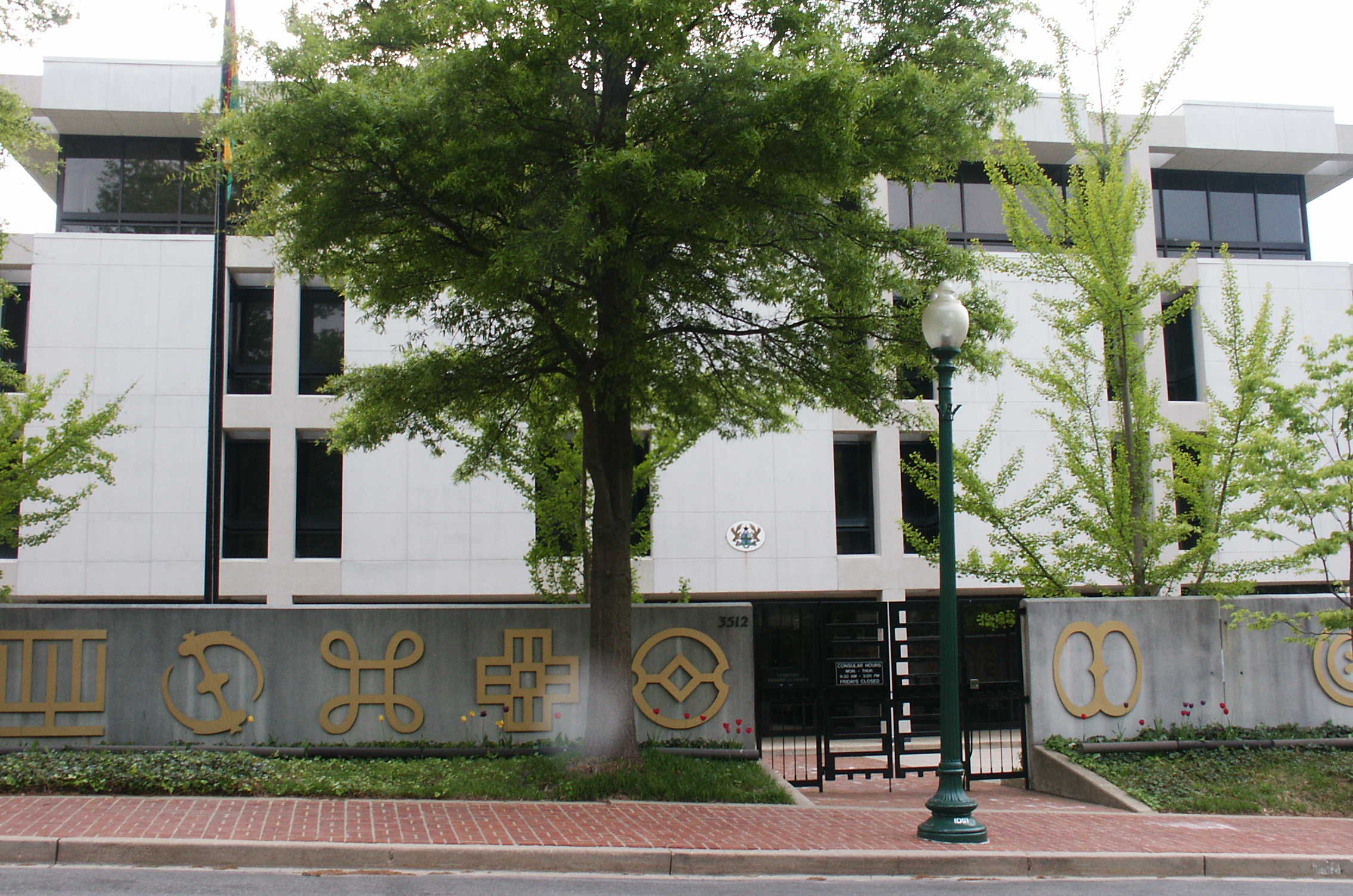
Adinkrasymbole auf der Mauer der ghanaischen Botschaft in Washington

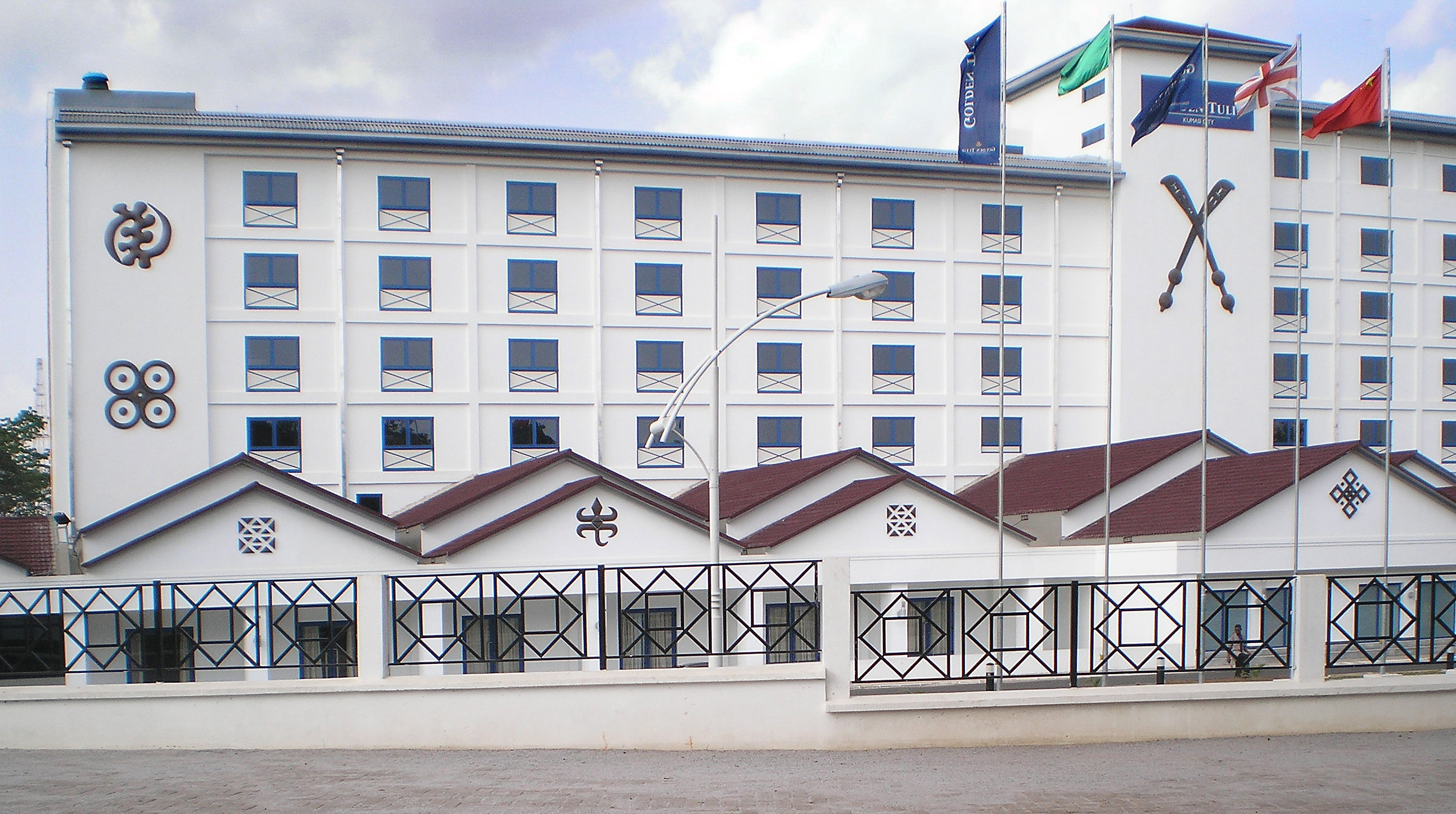
Adinkrasymbole auf einem Hotel in Kumasi

 Adinkra (selten auch Andinkra) ist die Bezeichnung der in der Elfenbeinküste und in Ghana verwendeten Symbolsprache. Diese wird traditionell in allen Bereichen des Lebens, auf Kleidung, auf Hauswänden, Töpferware und Holzwaren verwendet. Heute werden auch immer mehr Adinkra-Symbole als Logo von Unternehmen eingesetzt. Den Ursprung hat diese Symbolsprache in Ghana in der dort dominierenden Volksgruppe der Aschanti in der Ashanti Region.

## Entstehung

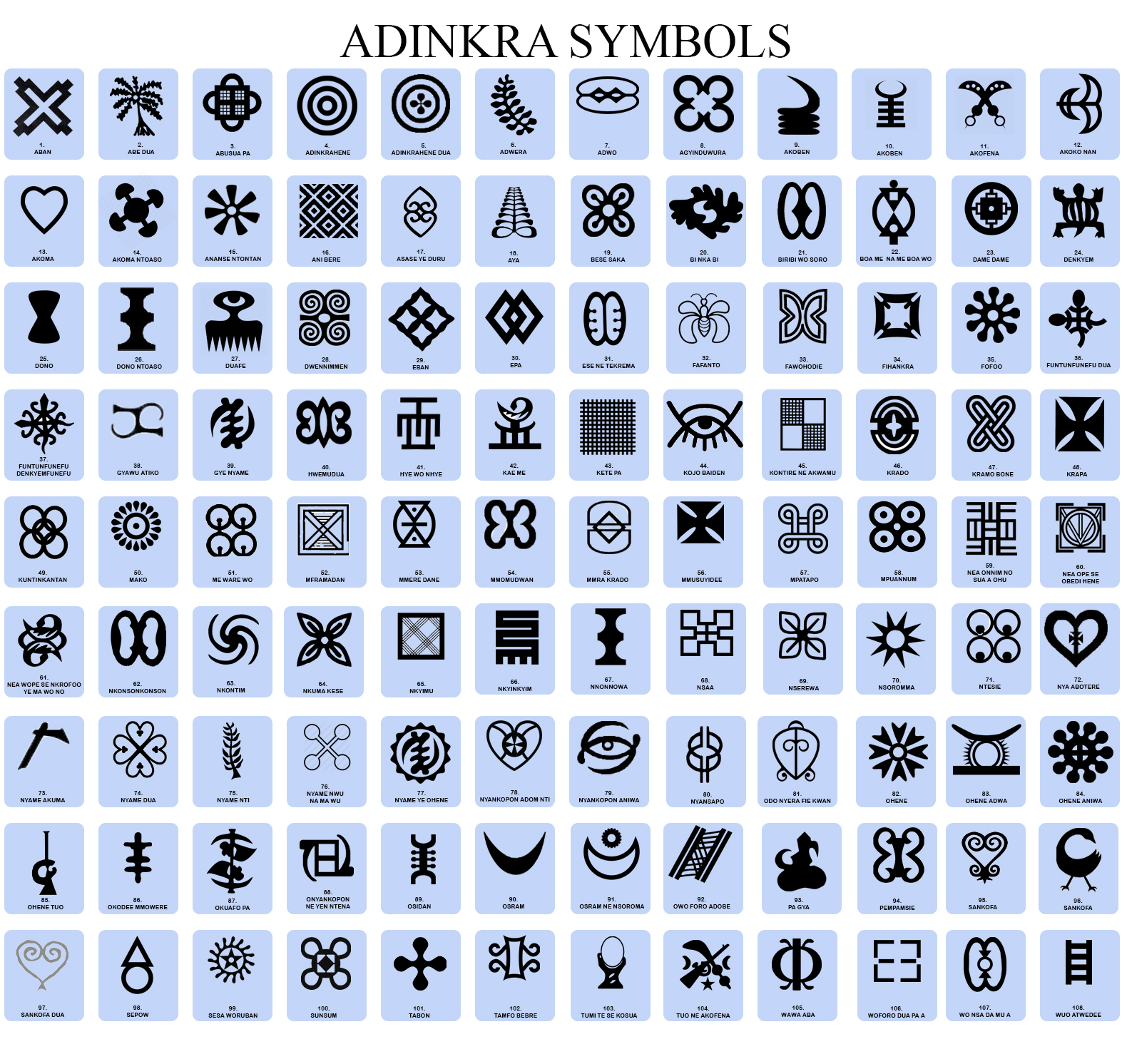
Die Symbole

Das wohl bekannteste Adinkra-Symbol, Gye Nyame (Gott allein), steht für die Allmacht Gottes

Einiges deutet auf einen Ursprung des Adinkra im frühen 19. Jahrhundert hin. Eine Legende berichtet, die Aschanti hätten zur damaligen Zeit Krieg gegen die Gyaman aus dem Gebiet der heutigen Elfenbeinküste geführt. Die Aschanti sollen aus diesem Krieg siegreich hervorgegangen sein und sogar den Sohn des Königs als ihren Gefangenen mit sich genommen haben.
Dieser Königssohn hat den Aschanti im Tausch gegen sein Leben angeboten, die Kunst des Adinkra zu lehren. Seit der Zeit ist das Adinkra-Zentrum in Ghana das Dorf Asokwa, südlich von Kumasi, Ashanti Region.

## Bedeutung
Jedes Adinkra-Symbol steht für ein Wort aus der Sprache der Ashanti, einen Satz, ein geschichtlich bedeutsames Ereignis, ein Sprichwort oder für Tiere und Pflanzen. Das Wort Adinkra wird häufig übersetzt mit „Auf Wiedersehen“, was vermutlich auf die Verwendung von Adinkra im Rahmen von Beerdigungen hindeutet. Ein Kreis verrät die Präsenz Gottes, Rechtecke stehen für Männlichkeit und Heiligtum, das Dreieck steht für Weiblichkeit oder Begierde.

## Verwendung
Ursprünglich wurden die Adinkra-Symbole nur von Königen und traditionellen Führern verwendet. Dabei hatte Adinkra auch tiefe religiöse Bedeutung erlangt, die noch heute einen Einblick in die Religionsphilosophie der Aschanti erlaubt. Adinkra-Symbole werden traditionell mit Holzstempeln auf Textilien gedruckt, oder finden sich als Relief auf Hausfassaden von traditionellen Häusern und Schreinen wieder.
Heute werden mit Adinkra-Symbolen bedruckte Stoffe auch von Mitgliedern anderer Bevölkerungsschichten getragen. Dennoch haben die Adinkra-Symbole nach wie vor eine besondere Stellung. Mit Adinkra-Symbolen bedruckte Festkleidung wird u. a. zu besonderen Anlässen wie Beerdigungen, Kirchgänge (die Aschanti sind heute mehrheitlich christlich) und Hochzeiten getragen sowie in den traditionellen Religionen anlässlich von Riten und Prozessionen. Adinkra-Druck auf Stoff in Rot, Schwarz, Braun oder Lila wird in der Zeit zwischen dem Ableben eines Familienangehörigen oder engen Freundes bis zur Beerdigung getragen. Adinkra-Druck auf weißen Stoff wird dann nach der Beerdigung zur Totenfeier getragen.
Soweit Adinkra als Stoffdruck verwendet wird, handelt es sich hierbei um in Ghana sehr beliebte Stoffe und Kleidungsstücke. Die Stempel wurden nicht selten aus den Stacheln des Otuwerebaums hergestellt. In heutiger Zeit wird jedoch zumeist eine getrocknete Kalebasse (Frucht des Kalebassen-Baums) verwendet. Die Symbole sind in der Regel klein und haben zum Teil sehr abstrakten Charakter.

## Herstellung von Adinkra-Stoffen

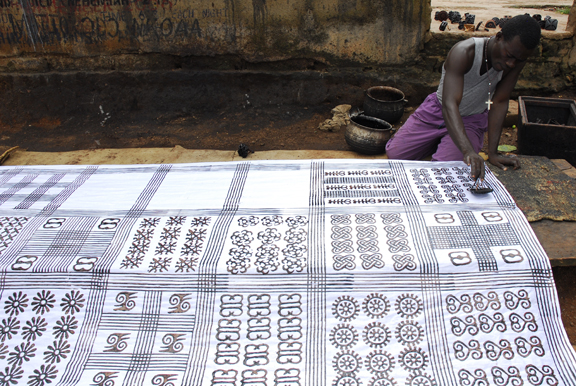
Bedruckung eines Adinkra-Stoffs in Ntonso, Ghana

Adinkra-Stoffe entstehen aus handgewebten Stoffen die in Streifen von ca. 35 cm Breite gewebt werden. Hierfür werden Holzwebstühle eingesetzt. Diese Streifen werden dann von den Näherinnen und Nähern zusammengenäht.
Nachdem die Stoffe fertig zusammengenäht sind, werden sie in einem nächsten Arbeitsschritt mit den Adinkra-Symbolen bedruckt. Bei diesem Arbeitsschritt werden zum Teil bereits kunstvolle Verzierungen und Stiche angewendet. Danach wird der Stoff durch verschiedenste Methoden gespannt und gestreckt.
Die Farbe für die Drucktechnik wird von Mädchen und Frauen hergestellt, indem sie die Rinde des Baumes zerstampfen. Die so erzielte Substanz muss daraufhin mehrere Stunden vor sich hin köcheln. Die festen Rückstände werden aus der Flüssigkeit gefiltert und die Farbe dann wieder geköchelt. In diese Flüssigkeit werden nun Klumpen von eisenhaltiger Asche von einem Schmied gelegt. Die schwarze Farbe ist fertig, wenn die Flüssigkeit eine sirupartige Konsistenz erreicht hat.
Den eigentlichen Druckvorgang tätigen traditionell wieder Männer, die vor dem Stempeln leichte Orientierungslinien auf den Stoff zeichnen. Nur selten wird ein Symbol einzeln verwendet. Häufig werden die Symbole zu mehreren einer einzigen Art in rechteckiger Form gestempelt. Häufig wird dann ein anderes Rechteck mit einem anderen Symbol gestempelt. Nach dem Trocknen kann der Stoff dann weiterverarbeitet werden.

## Adinkra Symbole in Unicode
Es gibt Überlegungen und Bestrebungen die Symbole in Unicode aufzunehmen; bisher ist noch kein Unicode-Block bestimmt worden.